# کاجو بالا
کاجو بالا یک روستا در ایران است که در دهستان جلگه ماژان شهرستان خوسف واقع شده‌است.